# واهرام سارگسیان
واهرام سارگسیان (ارمنی: Վահրամ Սարգսյան؛ زادهٔ ۲۸ مه ۱۹۸۱) رهبر ارکستر و آهنگساز اهل ارمنستان است. وی از سال ۱۹۹۸ میلادی تاکنون مشغول فعالیت بوده و در حال حاضر در مونترال کانادا زندگی می‌کند.
-== زندگی‌نامه ==
سارگسیان در دانشکده تئوری موسیقی کالج موسیقایی پی. چایکوفسکی تحصیل کرده است. او همچنین بین سال‌های ۱۹۹۸ تا ۲۰۰۳ در نزد آهنگساز آشوت ظهرابیان در کنسرواتوار دولتی کومیتاس ایروان تحصیل نموده است.
او اجراهایی در ارمنستان، بریتانیا، آلمان، اتریش، بلاروس، سوئد، لیتوانی، لتونی، بلژیک، روسیه، یونان، لهستان، ایتالیا، ژاپن، کانادا و نیز در ایالات متحده آمریکا داشته و جوایز بسیاری نیز کسب کرده است.

## برگزیده آثار

### ارکستر
- Ter yete - God, if (کانتاتا)، گروه‌های کر مختلط، ارکستر بزرگ (۶۴ نوازنده)، ۲۰۰۳
- Mythis، 18 strings، ۲۰۰۸

### موسیقی مجلسی
- Five Images، ویلونسل، پیانو، ۱۹۹۶
- Poem، ویلونسل، پیانو، ۱۹۹۸
- Sonatina، کلارینت، پیانو، ۱۹۹۹
- String Quartet، ۲۰۰۰
- موسیقی برای ۱۳ نوازنده، گروه بزرگ، ۲۰۰۲
- Selbstvergessenheit، 2 clarinets، ویلونسل، پیانو، ۲۰۰۶
- Deux Silhouettes Féminines (متون اثر Paul Fort، یقیشه چارنتس)، سوپرانو، کلارینت، ویولن، ویلونسل، پیانو، ۲۰۰۷
- Hunting the Hunter، کلارینت، ماریمبا، ۲ ویولن، ویولا، ویلونسل، پیانو، ۲۰۱۲
- deperson، فلوت، کلارینت، ویولین، ویلونسل، پیانو، ۲۰۱۳
- Gandz، گروه بزرگ، ۲۰۱۳

### دسته سرایندگان
- Tkhur meran - Sadly Departed (متن اثر واهان دریان)، گروه کر زنان، ۱۹۹۹
- Kesgisher - Midnight (متن اثر واهان دریان)، گروه‌های کر مختلط، ۱۹۹۹
- Voghormya - Lord, Have Mercy (متن برای Psalm 50 [ترجمه ارمنی])، گروه‌های کر مختلط، ۲۰۰۰
- Luys Zvart - Joyful Light (متن از یک متن مقدس یونان باستان [ترجمه ارمنی])، گروه کر زنان، ۲۰۰۱ (همچنین نسخه‌ای برای گروه‌های کر مختلط، ۲۰۰۶)
- Lux aeterna، گروه‌های کر مختلط، ۲۰۰۴
- Tantum ergo (متن اثر سنت توماس آکویناس)، گروه‌های کر مختلط، ۲۰۰۶
- Domine Deus (متن برای Gloria)، ۷ صدای مختلط، ۲۰۰۷
- Laudate Dominum (متن برای Psalm 150)، گروه‌های کر مختلط، ۲۰۰۸
- Anegh Bnutiun (متن اثر نرسس شنورهالی مقدس)، گروه کر زنان، ۲۰۰۸ (همچنین نسخه‌ای گروه‌های کر مردان، ۲۰۰۹)
- Dzaynik (متن اثر کومیتاس وارداپت)، گروه کر زنان، ۲۰۰۹
- Ilik (متن فولک)، گروه کر زنان، ۲۰۰۹
- Stabat Mater، گروه‌های کر مختلط، ۲۰۱۰
- Tribulationes (excerpts from the Psalms)، گروه‌های کر مختلط، ۲۰۱۰
- Wage Peace (متن اثر جودیت هیل)، گروه‌های کر مختلط، ۲۰۱۱

### پیانو
- Visions، ۱۹۹۷
- Variations، ۱۹۹۹